# 孝昭仁皇后
孝昭仁皇后（こうしょうじんこうごう、満洲語: ᡥᡳᠶᠣᠣᡧᡠᠩᡤᠠ
ᡤᡝᠩᡤᡳᠶᡝᠨ
ᡤᠣᠰᡳᠨ
ᡥᡡᠸᠠᠩᡥᡝᠣ　転写：hiyoošungga genggiyen gosin hūwangheo）は、清の康熙帝の2番目の皇后。満洲鑲黄旗の出身。姓はニオフル（鈕祜禄）氏（Niohuru hala）。

## 経歴
太祖ヌルハチの外孫でもある重臣エビルンの娘。母は側妾のシュシュギョロ（舒舒覚羅）氏（Šušu gioro hala）。妹は康熙帝の温僖貴妃。
康熙4年（1665年）、妃に封ぜられた。ヘシェリ氏死後の康熙16年（1677年）8月、皇后に立てられた。康熙17年2月26日（1678年3月18日）、崩じた。「孝昭」と諡された。その後、夫の諡を重ねて孝昭静淑明恵正和安裕端穆欽天順聖仁皇后と加諡された。

## 伝記資料
- 『清聖祖実録』
- 『清史稿』